# Матвеево (Починковский район)
Матвеево — деревня в Починковском районе Смоленской области России. Входит в состав Княжинского сельского поселения. По состоянию на 2007 год постоянного населения не имеет. 
Расположена в центральной части области в 18 км к западу от Починка, в 16 км западнее автодороги А141 Орёл — Витебск, на берегу реки Сож. В 20 км восточнее деревни расположена железнодорожная станция Починок на линии Смоленск — Рославль. 

## История
В годы Великой Отечественной войны деревня была оккупирована гитлеровскими войсками в июле 1941 года, освобождена в сентябре 1943 года.